# エピソード (星野源のアルバム)
『エピソード』は、2011年9月28日に発売された星野源のセカンドアルバム。

## 概要
アルバム作品としては前作「ばかのうた」から約1年3か月ぶりのリリース。初動は1.1万枚を記録し、SAKEROCKを含め自身初のTOP10入りを果たした。
星野は、今作の製作を振り返り「個人的にもいろいろあって苦しかった時期」と述べている。

## 収録曲
- 全作詞・作曲・編曲：星野源
- ストリングス・ホーンアレンジ：星野源、横山裕章

1. エピソード [2:10]
2. 湯気 [2:53]
1stシングル「くだらないの中に」のカップリング曲。
3. 変わらないまま [3:40]
4. くだらないの中に [4:20]
1stシングル。
5. 布団 [4:04]
6. バイト [1:49]
7. 営業 [3:37]
8. ステップ [2:58]
9. 未来 [3:18]
発売後の2019年にNTTドコモの新テレビCMである「カンナとミナミ」編のCMソングに起用された。
10. 喧嘩 [3:08]
11. ストーブ [3:20]
12. 日常 [4:39]
バナナマン単独ライブ『BANANAMAN LIVE 2012　TURQUOISE MANIA』エンディングテーマ。
13. 予想 [4:00]

## 参加ミュージシャン
- 星野源：Vocal, Guitar, Handclap
- 伊藤大地：Drums, Handclap
- 伊賀航：Bass, Handclap
- 横山裕章：Piano, Organ, Wurlitzer
- 高田漣：Pedal Steel Guitar
- 岡村美央：Violin
- 橋本歩：Cello
- 川上鉄平：Trumpet
- 滝本尚史：Trombone
- 武嶋聡：Clarinet
- 庄司知世：Horn